# غوردون وايت
غوردون وايت (5 فبراير 1882 في جنوب أفريقيا - 17 أكتوبر 1918) (بالإنجليزية: Gordon White) هو لاعب كريكت جنوب أفريقي. شارك مع منتخب جنوب أفريقيا الوطني للكريكت.

## وصلات خارجية
- غوردون وايت على موقع إي آس بي آن كريك إنفو (الإنجليزية)